# Женская сборная Украины по водному поло
Женская национальная сборная команда Украины по водному поло (укр. Жіноча національна збірна команда України з водного поло) — команда, представляющая Украину на международных соревнованиях по водному поло среди женских команд. Организацию, управление и контроль обеспечивает Федерация водного поло Украины (ФВПУ).
Организована в 1991 году. Первый официальный матч женская национальная сборная провела 7 июня 1996 года в Лиссабоне (Португалия) против сборной команды Швейцарии в рамках розыгрыша чемпионата Европы во втором дивизионе (5 : 3).
Женская сборная Украины никогда не принимала участия в Олимпийских Играх, Играх доброй воли, а также в Европейских Играх. Украинская команда никогда не участвовала в чемпионатах мира, Кубке мира, Мировой лиге. Также женская сборная Украины никогда не выступала на чемпионатах Европы и Кубке Европы, однако, начиная с 1996 года, девять раз принимала участие в розыгрышах чемпионатов Европы во втором дивизионе, лучший результат — 2-е место в турнирах 2000 и 2002 годов.
Действующий капитан сборной — Елена Рябченко, вратарь женской сборной Донецкой области по водному поло, выступающей в чемпионате Украины. Главный тренер сборной — Сергей Рябченко.

## Результаты выступлений

### Всемирные турниры

#### Олимпийские игры
Турнир по водному поло среди женских команд впервые был проведён во время летних Олимпийских игр 2000 года.
В матчах турниров сборная команда Украины участия не принимала.
- 2000 — 2004 — команда не была классифицирована для участия в отборочных турнирах
- 2008 — европейский отборочный турнир, 9-е место
- 2012 — 2021 — команда не была классифицирована для участия в отборочных турнирах

#### Игры доброй воли
В матчах турнира сборная команда Украины участия не принимала.

#### Чемпионаты мира
В матчах турнира сборная команда Украины участия не принимала.
- до 1991 года команда не существовала
- 1994 — 1998 — команда не принимала участия в классификационных турнирах
- 2001 — 2022 — команда не была классифицирована для участия в турнирах

#### Кубок мира
В турнире принимают участие команды, классифицировавшиеся по итогам чемпионатов мира.
В матчах турнира сборная команда Украины участия не принимала.
- до 1991 года команда не существовала
- 1993 — 2022 — команда не принимала участия в классификационных турнирах

#### Мировая лига
Розыгрыш турнира Мировой лиги женских национальных сборных команд по водному поло проводится с 2004 года. В турнире принимают участие команды, выигравшие отборочные континентальные турниры, в которых участвуют команды, классифицировавшиеся по итогам континентальных чемпионатов.
В матчах турнира сборная команда Украины участия не принимала.
- 2004 — 2022 — команда не принимала участия в классификационных турнирах

### Континентальные турниры

#### Чемпионаты Европы
В матчах турнира сборная команда Украины участия не принимала.
- до 1991 года команда не существовала
- 1993 — команда не заявлялась для участия в турнире
- 1995 — команда не заявлялась для участия в турнире
- 1997 — команда не была классифицирована для участия в турнире
- 1999 — отборочный турнир, 4-е место в группе (из 4-х команд)
- 2001 — отборочный турнир, 4-е место в группе (из 4-х команд)
- 2003 — отборочный турнир, 4-е место в группе (из 4-х команд)
- 2006 — отборочный турнир, 4-е место в группе (из 4-х команд)
- 2008 — отборочный турнир, 4-е место в группе (из 4-х команд)
- 2010 — отборочный турнир, 4-е место в группе (из 4-х команд)
- 2012 — отборочный турнир, 3-е место в группе (из 4-х команд)
- 2014 — отборочный турнир, 4-е место в группе (из 5-ти команд)
- 2016 — команда не заявлялась для участия в турнире
- 2018 — отборочный турнир, поражение в стыковых матчах
- 2020 — отборочный турнир, поражение в стыковых матчах
- 2022 — отборочный турнир, 4-е место в группе (из 5-ти команд)

##### Чемпионаты Европы (2 дивизион)
Чемпионат Европы во втором дивизионе проводится с 1996 года. В состав второго дивизиона входят национальные сборные команды стран, не принимавших участие в чемпионате Европы предыдущего сезона.
- 1996 — 4-е место
- 1998 — 4-е место
- 2000 — 2-е место
- 2002 — 2-е место
- 2004 — 3-е место
- 2007 — 3-е место
- 2009 — 3-е место
- 2011 — турнир не проводился
- 2013 — турнир не проводился
- 2015 — турнир не проводился
- 2017 — 4-е место
- 2019 — 6-е место
- 2021 — турнир не проводился

#### Кубок Европы
Розыгрыш турнира  проводится с 2018 года.
В матчах турнира сборная команда Украины участия не принимала.

#### Европейские игры
В матчах турниров сборная команда Украины участия не принимала.

## Ближайшие и последние игры

#### Матчи сезона 2021/2022
В сезоне 2021/2022 Министерством молодёжи и спорта Украины едиными календарными планами физкультурно-оздоровительных и спортивных мероприятий Украины на 2022 год было предусмотрено участие игроков и тренеров женской сборной Украины в составе 25 игроков и 5 тренеров в следующих учебно-тренировочных сборах в рамках подготовки к матчам отборочного турнира чемпионата Европы в Бухаресте (Румыния):
- с 9 февраля по 15 февраля 2022 года (Каменское, Днепропетровская область)
- с 24 февраля по 28 февраля 2022 года
- с 6 июля по 12 июля 2022 года

Также единым календарным планом в рамках первого проводимого в 2022 году сбора была предусмотрена возможность участия сборной команды в выездном международном турнире с 11 по 15 февраля 2022 года командой в составе 15 игроков и 4 тренеров.
| Матчи женской сборной Украины по водному поло в сезоне 2022 года | Матчи женской сборной Украины по водному поло в сезоне 2022 года | Матчи женской сборной Украины по водному поло в сезоне 2022 года | Матчи женской сборной Украины по водному поло в сезоне 2022 года | Матчи женской сборной Украины по водному поло в сезоне 2022 года | Матчи женской сборной Украины по водному поло в сезоне 2022 года | Матчи женской сборной Украины по водному поло в сезоне 2022 года | Матчи женской сборной Украины по водному поло в сезоне 2022 года | Матчи женской сборной Украины по водному поло в сезоне 2022 года |                                      |
| N                                                                | №                                                                | Дата                                                             | Соперник                                                         | Счёт                                                             | Дом./ Гост.                                                      | Место                                                            | Турнир                                                           | Прим.                                                            |                                      |
| ---------------------------------------------------------------- | ---------------------------------------------------------------- | ---------------------------------------------------------------- | ---------------------------------------------------------------- | ---------------------------------------------------------------- | ---------------------------------------------------------------- | ---------------------------------------------------------------- | ---------------------------------------------------------------- | ---------------------------------------------------------------- | ------------------------------------ |
|                                                                  |                                                                  | 17.02.2022                                                       | Словакия                                                         | 5 : 17                                                           | н.                                                               | Румыния, Бухарест, «Стяуа»                                       | Отборочный турнир чемпионата Европы                              | Группа А                                                         |                                      |
|                                                                  |                                                                  | 18.02.2022                                                       | Ирландия                                                         | 8 : 80                                                           | н.                                                               | Румыния, Бухарест, «Стяуа»                                       | Отборочный турнир чемпионата Европы                              | Группа А                                                         |                                      |
|                                                                  |                                                                  | 18.02.2022                                                       | Германия                                                         | 6 : 15                                                           | н.                                                               | Румыния, Бухарест, «Стяуа»                                       | Отборочный турнир чемпионата Европы                              | Группа А                                                         |                                      |
|                                                                  |                                                                  | 19.02.2022                                                       | Румыния                                                          | 9 : 17                                                           | г.                                                               | Румыния, Бухарест, «Стяуа»                                       | Отборочный турнир чемпионата Европы                              | Группа А                                                         |                                      |
|                                                                  | Итого:                                                           | Итого:                                                           | Итого:                                                           | 4 игры; +0 =1 −3; голы 28 : 57 (−29)                             | 4 игры; +0 =1 −3; голы 28 : 57 (−29)                             | 4 игры; +0 =1 −3; голы 28 : 57 (−29)                             | 4 игры; +0 =1 −3; голы 28 : 57 (−29)                             | 4 игры; +0 =1 −3; голы 28 : 57 (−29)                             | 4 игры; +0 =1 −3; голы 28 : 57 (−29) |

## Состав
Состав женской сборной Украины по водному поло на матчи отборочного турнира чемпионата Европы в Бухаресте (Румыния) с 17 по 20 февраля 2022 года.
| Состав женской сборной Украины по водному поло на матчи отборочного турнира Чемпионата Европы 2022 года | Состав женской сборной Украины по водному поло на матчи отборочного турнира Чемпионата Европы 2022 года | Состав женской сборной Украины по водному поло на матчи отборочного турнира Чемпионата Европы 2022 года | Состав женской сборной Украины по водному поло на матчи отборочного турнира Чемпионата Европы 2022 года | Состав женской сборной Украины по водному поло на матчи отборочного турнира Чемпионата Европы 2022 года |
| № | А | Имя | Дата рождения                                                                                           | Команда                                                                                                 |
| --- | --- | --- | --- | --- |
| 1 | В | Елена Рябченко                                                                                          | 27.11.1991                                                                                              | сб.Донецкой обл.                                                                                        |
| 2 | П | Сабина Данилина                                                                                         | 12.09.2001                                                                                              | ЖВПК «Динамо» (Бухарест)                                                                                |
| 3 | | Анастасия Шевченко                                                                                      | 07.07.2005                                                                                              | ЖВПК «ШВСМ-ХПИ» (Харьков)                                                                               |
| 4 | З | Эмилия Хмиль                                                                                            | 19.11.2006                                                                                              | ЖВПК СДЮСШОР № 9 (Киев)                                                                                 |
| 5 | Н | Екатерина Бабак                                                                                         | 12.04.2004                                                                                              | ЖВПК «ШВСМ-ХПИ» (Харьков)                                                                               |
| 6 | | Дарья Румянцева                                                                                         | 31.01.2006                                                                                              | ЖВПК «ШВСМ-ХПИ» (Харьков)                                                                               |
| 7 | Н | Ирина Абоймова                                                                                          | 01.03.1994                                                                                              | ЖВПК «ШВСМ-ХПИ» (Харьков)                                                                               |
| 8 | | Арина Алексеенко                                                                                        | 03.01.1990                                                                                              | сб.Донецкой обл.                                                                                        |
| 9 | | Анастасия Зеленко                                                                                       | 19.05.2005                                                                                              | сб.Донецкой обл.                                                                                        |
| 10 | П | София Винник                                                                                            | 26.09.2001                                                                                              | ЖВПК «Динамо-Амазонки» (Львов)                                                                          |
| 11 | | Яна Литвиненко                                                                                          | 17.05.2005                                                                                              | сб.Донецкой обл.                                                                                        |
| 12 | П | Карина Шевченко                                                                                         | 23.11.1993                                                                                              | ЖВПК «ШВСМ-ХПИ» (Харьков)                                                                               |
| 13 | В | Елизавета Чёрная                                                                                        | 30.05.2005                                                                                              | ЖВПК СДЮСШОР № 9 (Киев)                                                                                 |
| 14 | | Жаклин Колочкина                                                                                        | 05.03.1990                                                                                              | ЖВПК «ШВСМ-ХПИ» (Харьков)                                                                               |

По различным причинам, включая эпидемиологическую обстановку (болезни), из состава сборной были исключены изначально вошедшие в состав команды игроки:
- Марина Жихарева
- Анастасия Иванченко
- Анастасия Ленская
- Александра Прилуцкая
- Виктория Тимошенко

Помимо вышеуказанных спортсменок в запасной список были всключены следующие игроки:
- Екатерина Науменко
- Александра Белинская
- Элеонора Носенко
- Владислава Коваль
- Александра Щербина
- Агата Юрьева

Список игроков женской сборной Украины по водному поло, вызванных на учебно-тренировочные сборы в рамках подготовки к матчам отборочного турнира чемпионата Европы с 17 по 20 февраля 2022 года в Бухаресте (Румыния)
- на первый учебно-тренировочный сбор с 7 по 13 декабря (Каменское, Днепропетровская область)[4]
- на второй учебно-тренировочный сбор с 20 по 26 декабря (Харьков)[5]

Во втором тренировочном сборе вместо Дарьи Пановой, Светланы Роман и Эмилии Хмиль приняли участие Александра Белинская, Маргарита Кравченко и Екатерина Науменко.
| Состав женской сборной Украины по водному поло на сезон 2021/2022 | Состав женской сборной Украины по водному поло на сезон 2021/2022 | Состав женской сборной Украины по водному поло на сезон 2021/2022 | Состав женской сборной Украины по водному поло на сезон 2021/2022 | Состав женской сборной Украины по водному поло на сезон 2021/2022 |
| №                                                                 | А                                                                 | Имя                                                               | Дата рождения                                                     | Команда                                                           |
| ----------------------------------------------------------------- | ----------------------------------------------------------------- | ----------------------------------------------------------------- | ----------------------------------------------------------------- | ----------------------------------------------------------------- |
|                                                                   | Н                                                                 | Ирина Абоймова                                                    | 01.03.1994                                                        | ЖВПК «ШВСМ-ХПИ» (Харьков)                                         |
|                                                                   |                                                                   | Арина Алексеенко                                                  | 03.01.1990                                                        | сб.Донецкой обл.                                                  |
|                                                                   | Н                                                                 | Екатерина Бабак                                                   | 12.04.2004                                                        | ЖВПК «ШВСМ-ХПИ» (Харьков)                                         |
|                                                                   |                                                                   | Александра Белинская                                              | 14.09.2004                                                        | ЖВПК СДЮСШОР № 9 (Киев)                                           |
|                                                                   | П                                                                 | София Винник                                                      | 26.09.2001                                                        | ЖВПК «Динамо-Амазонки» (Львов)                                    |
|                                                                   | П                                                                 | Сабина Данилина                                                   | 12.09.2001                                                        | ЖВПК «Динамо» (Бухарест)                                          |
|                                                                   | П                                                                 | Марина Жихарева                                                   | 12.06.1996                                                        | ЖВПК «ШВСМ-ХПИ» (Харьков)                                         |
|                                                                   |                                                                   | Анастасия Зеленко                                                 | 19.05.2005                                                        | сб.Донецкой обл.                                                  |
|                                                                   |                                                                   | Анастасия Иванченко                                               | 31.05.2001                                                        | ЖВПК СДЮСШОР № 9 (Киев)                                           |
|                                                                   |                                                                   | Владислава Коваль                                                 | 28.01.2002                                                        | ЖВПК «Динамо-Амазонки» (Львов)                                    |
|                                                                   |                                                                   | Маргарита Кравченко                                               | 30.08.2006                                                        | ЖВПК «ШВСМ-ХПИ» (Харьков)                                         |
|                                                                   |                                                                   | Анастасия Ленская                                                 | 03.09.2004                                                        | ЖВПК СДЮСШОР № 9 (Киев)                                           |
|                                                                   |                                                                   | Яна Литвиненко                                                    | 17.05.2005                                                        | сб.Донецкой обл.                                                  |
|                                                                   |                                                                   | Екатерина Науменко                                                | 24.02.2005                                                        | ЖВПК СДЮСШОР № 9 (Киев)                                           |
|                                                                   |                                                                   | Дарья Панова                                                      | 15.03.2004                                                        | ЖВПК «ШВСМ-ХПИ» (Харьков)                                         |
|                                                                   |                                                                   | Александра Прилуцкая                                              | 24.12.2003                                                        | ЖВПК «ШВСМ-ХПИ» (Харьков)                                         |
|                                                                   |                                                                   | Светлана Роман                                                    | 17.07.2003                                                        | ЖВПК «ДНУ-Днепр» (Днепр)                                          |
|                                                                   |                                                                   | Дарья Румянцева                                                   | 31.01.2006                                                        | ЖВПК «ШВСМ-ХПИ» (Харьков)                                         |
|                                                                   | В                                                                 | Елена Рябченко                                                    | 27.11.1991                                                        | сб.Донецкой обл.                                                  |
|                                                                   |                                                                   | Маргарита Синица                                                  | 08.06.2008                                                        | ЖВПК «ШВСМ-ХПИ» (Харьков)                                         |
|                                                                   | В                                                                 | Виктория Тимошенко                                                | 21.01.2005                                                        | ЖВПК СДЮСШОР № 9 (Киев)                                           |
|                                                                   | Н                                                                 | Екатерина Федутенко                                               | 05.11.1996                                                        | ЖВПК «ШВСМ-ХПИ» (Харьков)                                         |
|                                                                   | З                                                                 | Эмилия Хмиль                                                      | 19.11.2006                                                        | ЖВПК СДЮСШОР № 9 (Киев)                                           |
|                                                                   | В                                                                 | Елизавета Чёрная                                                  | 30.05.2005                                                        | ЖВПК СДЮСШОР № 9 (Киев)                                           |
|                                                                   |                                                                   | Анастасия Шевченко                                                | 07.07.2005                                                        | ЖВПК «ШВСМ-ХПИ» (Харьков)                                         |
|                                                                   | П                                                                 | Карина Шевченко                                                   | 23.11.1993                                                        | ЖВПК «ШВСМ-ХПИ» (Харьков)                                         |
|                                                                   |                                                                   | Александра Щербина                                                | 08.10.2003                                                        | сб.Донецкой обл.                                                  |
|                                                                   |                                                                   | Агата Юрьева                                                      | 27.05.2006                                                        | ЖВПК СДЮСШОР № 9 (Киев)                                           |

Список игроков женской сборной Украины по водному поло на сезон 2021/2022
| Список игроков женской сборной Украины по водному поло на сезон 2021/2022 | Список игроков женской сборной Украины по водному поло на сезон 2021/2022 | Список игроков женской сборной Украины по водному поло на сезон 2021/2022 | Список игроков женской сборной Украины по водному поло на сезон 2021/2022 | Список игроков женской сборной Украины по водному поло на сезон 2021/2022 |
| №                                                                         | А                                                                         | Имя                                                                       | Дата рождения                                                             | Команда                                                                   |
| ------------------------------------------------------------------------- | ------------------------------------------------------------------------- | ------------------------------------------------------------------------- | ------------------------------------------------------------------------- | ------------------------------------------------------------------------- |
|                                                                           |                                                                           | Наталья Колесник                                                          | 02.06.1979                                                                | ЖВПК «ШВСМ-ХПИ» (Харьков)                                                 |
|                                                                           |                                                                           | Жаклин Колочкина                                                          | 05.03.1990                                                                | ЖВПК «ШВСМ-ХПИ» (Харьков)                                                 |
|                                                                           |                                                                           | Анна Милинчук                                                             | 26.08.2003                                                                | ЖВПК «ДНУ-Днепр» (Днепр)                                                  |
|                                                                           | В                                                                         | Элеонора Носенко                                                          | 24.11.2002                                                                | сб.Донецкой обл.                                                          |
|                                                                           |                                                                           | Виктория Сироткина                                                        | 21.02.2002                                                                | сб.Донецкой обл.                                                          |
|                                                                           | Н                                                                         | Ольга Шведова                                                             | 22.03.1981                                                                | сб.Донецкой обл.                                                          |

Список кандидатов в состав женской сборной Украины по водному поло на сезон 2021/2022
| Список кандидатов в состав женской сборной Украины по водному поло на сезон 2021/2022 | Список кандидатов в состав женской сборной Украины по водному поло на сезон 2021/2022 | Список кандидатов в состав женской сборной Украины по водному поло на сезон 2021/2022 | Список кандидатов в состав женской сборной Украины по водному поло на сезон 2021/2022 | Список кандидатов в состав женской сборной Украины по водному поло на сезон 2021/2022 |
| №                                                                                     | А                                                                                     | Имя                                                                                   | Дата рождения                                                                         | Команда                                                                               |
| ------------------------------------------------------------------------------------- | ------------------------------------------------------------------------------------- | ------------------------------------------------------------------------------------- | ------------------------------------------------------------------------------------- | ------------------------------------------------------------------------------------- |
|                                                                                       |                                                                                       | Ирина Билецкая                                                                        | 12.06.2006                                                                            | ЖВПК СДЮСШОР № 9 (Киев)                                                               |
|                                                                                       |                                                                                       | Татьяна Билущенко                                                                     | 14.01.2005                                                                            | сб.Донецкой обл.                                                                      |
|                                                                                       |                                                                                       | Екатерина Бородулина                                                                  | 12.11.2005                                                                            | ЖВПК «ДНУ-Днепр» (Днепр)                                                              |
|                                                                                       |                                                                                       | Диана Булат                                                                           | 16.11.2006                                                                            | ЖВПК СДЮСШОР № 9 (Киев)                                                               |
|                                                                                       |                                                                                       | Валентина Закаблук                                                                    | 04.11.2006                                                                            | ЖВПК СДЮСШОР № 9 (Киев)                                                               |
|                                                                                       |                                                                                       | Ангелина Кирилина                                                                     | 28.08.2006                                                                            | ЖВПК «ДНУ-Днепр» (Днепр)                                                              |
|                                                                                       |                                                                                       | Дарья Козлова                                                                         | 31.03.2006                                                                            | ЖВПК СДЮСШОР № 9 (Киев)                                                               |
|                                                                                       |                                                                                       | Вероника Кудина                                                                       | 23.01.2006                                                                            | ЖВПК «ДНУ-Днепр» (Днепр)                                                              |
|                                                                                       |                                                                                       | Вероника Мурзакова                                                                    | 21.01.2008                                                                            | ЖВПК «ШВСМ-ХПИ» (Харьков)                                                             |
|                                                                                       |                                                                                       | Кира Онофрийчук                                                                       | 06.12.2006                                                                            | ЖВПК СДЮСШОР № 9 (Киев)                                                               |
|                                                                                       |                                                                                       | София Подлесная                                                                       | 25.01.2004                                                                            | ЖВПК СДЮСШОР № 9 (Киев)                                                               |
|                                                                                       |                                                                                       | Полина Синица                                                                         | 21.09.2005                                                                            | ЖВПК «ШВСМ-ХПИ» (Харьков)                                                             |
|                                                                                       |                                                                                       | Екатерина Хоменко                                                                     | 12.01.2004                                                                            | ЖВПК «Динамо-Амазонки» (Львов)                                                        |
|                                                                                       |                                                                                       | Вероника Юрченко                                                                      | 17.10.2005                                                                            | ЖВПК СДЮСШОР № 9 (Киев)                                                               |

## Тренеры
- Владимир Данько
- Николай Слюсаренко
- Валерий Завизион
- Михаил Лебедев
- Сергей Рябченко